# Trauerbronzemännchen
Das Trauerbronzemännchen (Lonchura tristissima) ist eine Art aus der Familie der Prachtfinken. Das früher als eigenständige Art beschriebene
Perlenbronzemännchen (Lonchura tristissima leucosticta) wird heute als Unterart des Trauerbronzemännchens eingestuft.

## Beschreibung
Trauerbronzemännchen erreichen eine Körperlänge von 10 Zentimeter und wiegen im Mittel 8,2 Gramm. Bei der Nominatform L. t. tristissima ist das Männchen am hinteren Bürzel sowie auf den vorderen Oberschwanzdecken strohgelb. Die längeren Oberschwanzdecken, die Schwingen und der Schwanz sind braunschwarz. Der dunkelbraune Oberkopf weist gelblich-weiße Schaftstrichel auf. Der Rücken und die Flügeldecken sind braun. Die Federn der großen Flügeldecken sind im Spitzenteil heller, so dass ein helles Querband im Flügel entsteht. Die Körperunterseite ist schwarzbraun und wird an der Bauchmitte und der Unterschwanzdecke dunkler. Die Weibchen weisen an den Brustseiten eine Querwellung auf, die in der Regel heller ist als bei den Männchen. Die individuelle Variabilität in der Gefiederfärbung lässt es jedoch nicht zu, hieran eindeutig eine Geschlechtszuordnung vorzunehmen.
Das Perlenbronzemännchen (Lonchura tristissima leucosticta) unterscheidet sich in seinem Federkleid sehr deutlich von den anderen fünf Unterarten. Es hat ein überwiegend ockerfarbenes bis hell rotbraunes Gefieder. Namensgebend sind die weißen, kurzen Strichel, die besonders dicht am Kopf sind. Sie sind über der Augengegend so verdichtet, dass dadurch fast ein Augenbraunstreif entsteht. Die beiden Geschlechter sind einander sehr ähnlich. Allerdings hat das Männchen mehr helle Strichel an der Kehle als das Weibchen.

## Verbreitung und Lebensweise
Das Verbreitungsgebiet des Trauerbronzemännchens ist Neuguinea sowie die Inseln Karkar und Madang vor der nordöstlichen Küste Neuguineas. Die Nominatform besiedelt die Vogelkop-Halbinsel im Westen Neuguineas. Die Unterart L. t. hypomelaena kommt von der Wandammenhalbinsel bis zum Weylandgebirge im Westen Neuguineas vor. Die Unterart L. t. calaminoros besiedelt den Norden, das Zentralland und den Südosten Neuguineas. L. t. bigilalae besiedelt das Gebiet des Brown-Flusses sowie die Region um Port Moresby. Perlenbronzemännchen kommen ausschließlich im Süden Neuguineas vor und zwar im Tiefland zwischen den Flüssen Fly und Noord.
Der Lebensraum sind hohe Grasbestände auf Waldlichtungen und am Rande des Urwalds, Sekundärbusch, mit Gras bewachsene Bachufer im Bergland und halb überflutete Grasflächen im Überschwemmungsgebiet von Flüssen. Die Höhenverbreitung reicht bis 1.700 Meter über NN. Trauerbronzemännchen leben überwiegend in kleinen Verbänden. Sie fressen überwiegend Gras- und Bambussamen, daneben spielt animalische Kost aber auch eine erhebliche Rolle. Auf der Insel Karkar, wo insektivore Arten fehlen, machen Insekten sogar den Hauptanteil der Nahrung aus.
Das Fortpflanzungsverhalten im Freiland ist noch nicht abschließend untersucht. Die Brutzeit fällt nach den bisherigen Erkenntnissen jedoch in die Regenzeit. Das Gelege wird 14 Tage lang bebrütet. Die Nestlingszeit beträgt zwischen 21 und 25 Tage. Die Jungvögel werden nach dem Verlassen des Nestes noch zwei Wochen lang von den Elternvögeln betreut.

## Haltung
Nur das Perlenzbronzemännchen spielt in der Haltung eine etwas größere Rolle. Sie wurden erstmals 1980 importiert und werden seitdem regelmäßig nachgezüchtet. Die Erstzucht gelang Horst Bielfeld im Jahre 1981. Probleme bereitet die Nachzucht über mehrere Generationen.

## Belege

### Einzelbelege
1. ↑   Nicolai et al., S. 281
2. ↑   Nicolai et al., S. 283
3. ↑   Nicolai et al., S. 284